# Teu Dayah
Teu Dayah is een bestuurslaag in het regentschap Aceh Besar van de provincie Atjeh, Indonesië. Teu Dayah telt 516 inwoners (volkstelling 2010).